# Dufaux

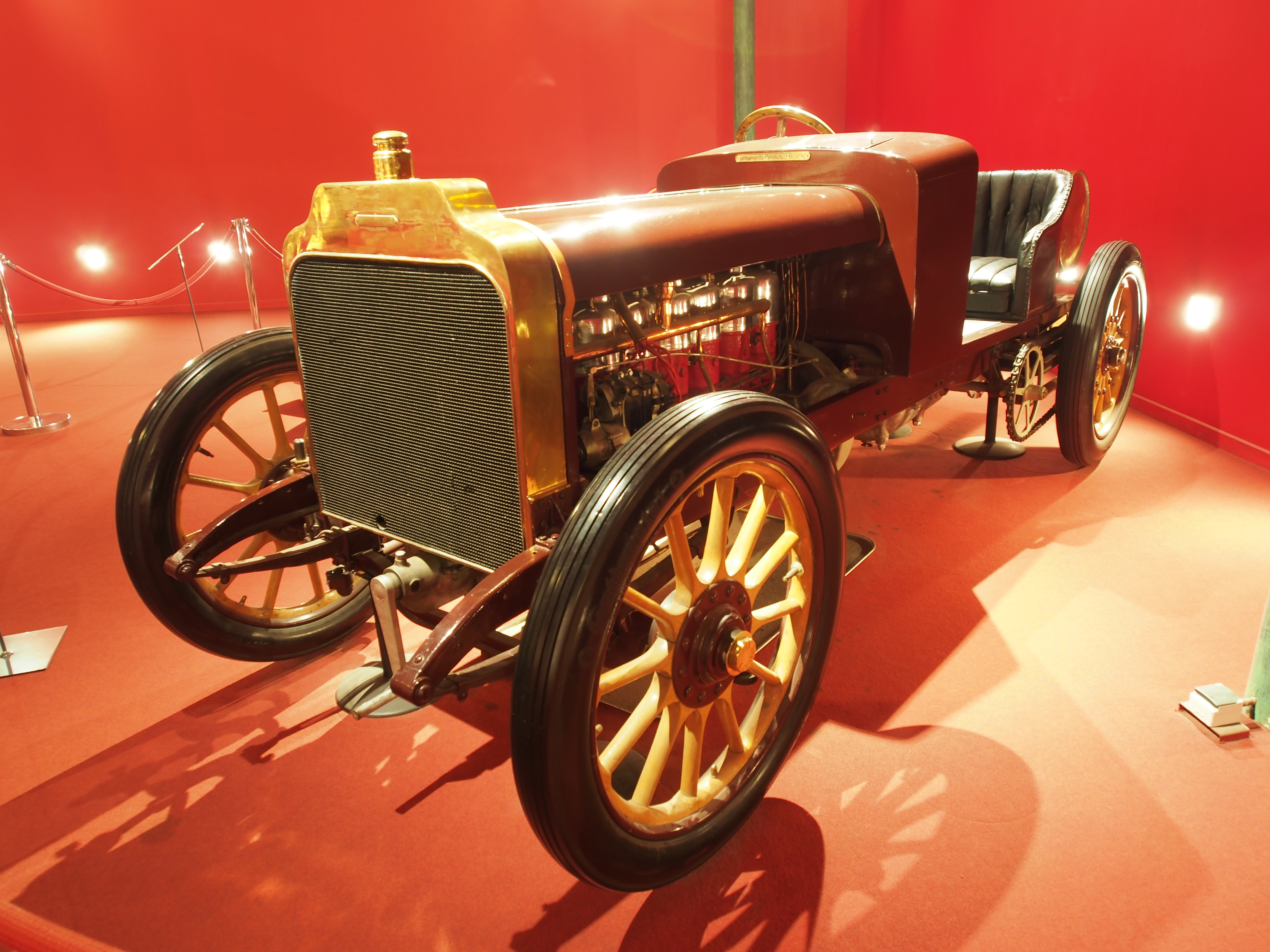
Dufaux

Dufaux is een Zwitsers automerk tussen 1904 en 1907.
De broers Charles en Frédéric Dufaux richtten in 1904 een (vrijwel onbekend gebleven) automerk op, dat in 1904 zijn eerste auto maakte. Die auto was uitgerust met een 12,7 liter achtcilinder motor. Ondanks succes in races verkocht men er niet veel van. Men ging verder met een viercilinder toerwagen, en in 1905 maakte men weer een raceauto. In slechts vier cilinders werd een enorm volume van 26,4 liter tot ontploffing gebracht. Succes bleef uit en in 1907 sloot het bedrijf zijn deuren.